# Гавриловка (Павлодарская область)
Гавриловка (каз. Гавриловка) — упразднённое село в Павлодарском районе Павлодарской области Казахстана. Входило в состав Кенесского сельского округа. Ликвидировано в 1970-е годы.

## История
Село Гавриловка основано в 1901 г. русскими крестьянами в урочище Жетыбай Крестьянской волости.